# Leitelho

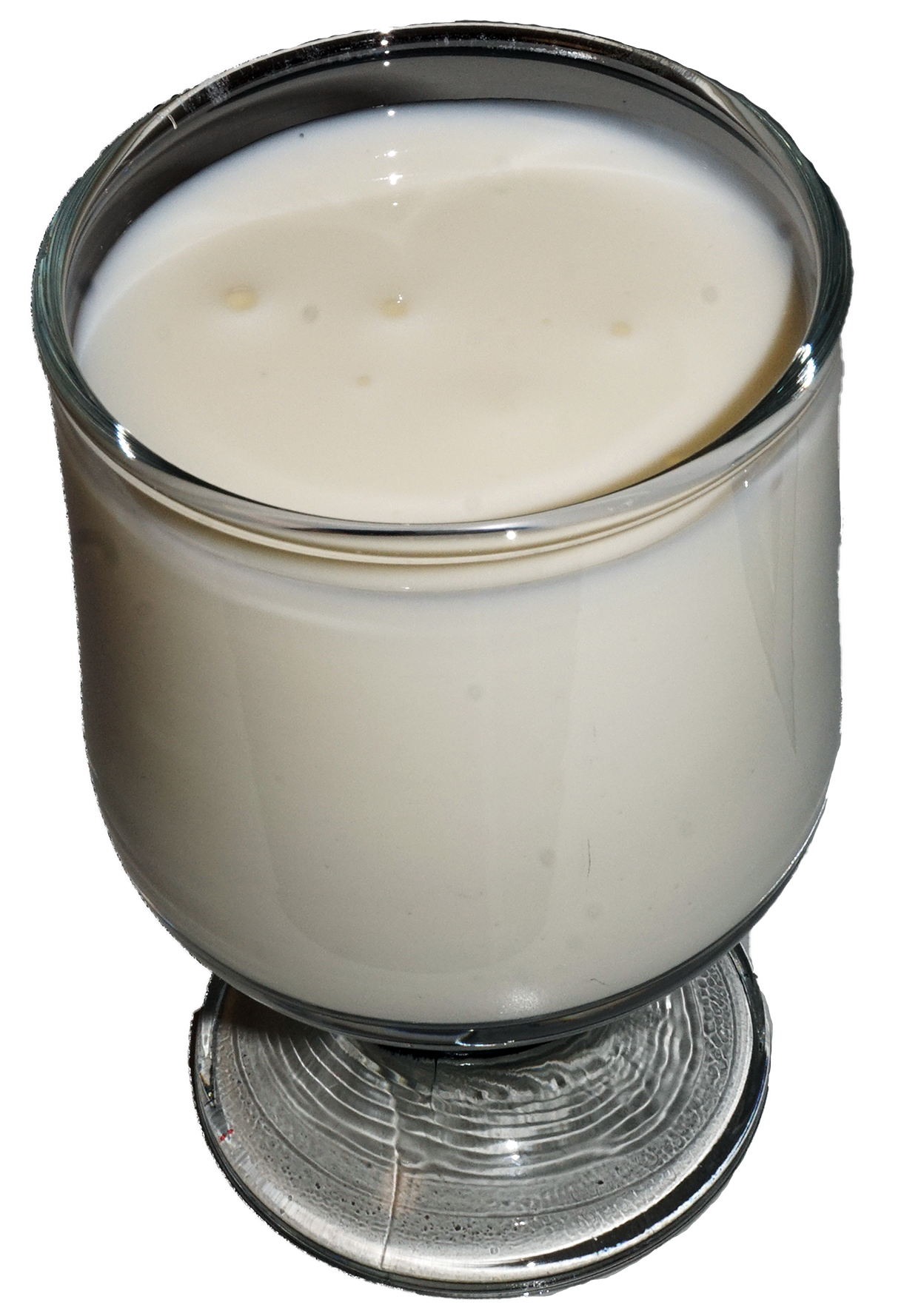
Leitelho

O leitelho ou leite de manteiga é um líquido que se obtém com o batimento da nata (previamente ajustado o seu conteúdo em gordura) em manteiga.
No processo de preparação da manteiga, deve-se ter o cuidado de não elevar muito a temperatura porque ocorre a diminuição do tamanho dos glóbulos de gordura causando perda de matéria gorda, que fica misturada no leitelho, diminuindo o rendimento da manteiga. O teor de acidez também interfere na produção de manteiga, induzindo a precipitação parcial da caseína, ocasionando uma obstrução na centrífuga.
Tradicionalmente, era o líquido deixado para trás depois de extrair a manteiga do creme curado, no entanto, atualmente a maioria dos leitelhos são cultivados. É comum em climas quentes (incluindo os Bálcãs, o sul da Ásia, o Oriente Médio e o sul dos Estados Unidos), onde o leite fresco não refrigerado azeda rapidamente.